# Spies & Glistrup
Spies & Glistrup er et dansk drama, der instrueres af Christoffer Boe, som fik danmarkspremiere 29. august 2013.
Fiktionsfilmen benytter to af den nyere danmarkshistories farverige personligheder, grundlæggeren af Spies Rejser, Simon Spies (Pilou Asbæk), og stifteren af Fremskridtspartiet, advokat Mogens Glistrup (Nicolas Bro) og disses venskab. Filmen begynder i 1965, hvor de to mødes 15 år efter deres studietid, hvor de begge boede på Regensen, hvilket dog ikke er historisk korrekt.

## Medvirkende
- Pilou Asbæk - Simon Spies
- Nicolas Bro - Mogens Glistrup
- Trine Pallesen - Lene Glistrup
- Jesper Christensen - Dommer Bergsøe
- Martin Hestbæk - Robert Koch-Nielsen
- Linda Avanu - Miss Cynthia
- Morten Hebsgaard - Holger Dam
- Jakob Højlev Jørgensen - Jurij Moskvitin
- Kasper Leisner - Jan Schmidt
- Camilla Lehmann - Inger Weile
- Thomas Corneliussen - Ragnar Jensen
- Sarah-Sita Lassen - Lilian
- Marie Tourell Søderberg - Janni
- Frederik Tolstrup - Pedro

## Produktion
Filmen er produceret af Alphaville Pictures Copenhagen i co-production med Nordisk Film Production og er støttet af DR og Nordisk Film & TV Fond. Spies & Glistrup har desuden modtaget 7 mio. kr. i produktionsstøtte fra Det Danske Filminstitut.